# Ann-Louise Edstrandová
Ann-Louise Carina Edstrand (* 25. dubna 1975 Örnsköldsvik, Švédsko) je švédská lední hokejistka. Členka stříbrného týmu na olympijských hrách v Turíně v roce 2006, bronzového na hrách v Salt Lake City v roce 2002 a 5. na hrách v Naganu v roce 1998.